# Toninho Cerezo
Antônio Carlos Cerezo, beter bekend als Toninho Cerezo, (Belo Horizonte, 21 april 1955) is een voormalig Braziliaanse voetballer en trainer. 

## Biografie
Toninho begon zijn carrière bij Atlético Mineiro in 1972. In 1974 werd hij uitgeleend aan Nacional en won daar het Campeonato Amazonense mee. Na zijn terugkeer ging het beter bij Mineiro en ze wonnen van 1976 tot 1983 maar liefst zeven keer het Campeonato Mineiro. In 1977 won hij ook de gouden bal voor beste speler in de Braziliaanse competitie. In 1983 trok hij naar de Italiaanse landskampioen AS Roma en won er in 1984 de Coppa Italia mee en bereikte de finale van de Europacup I, die ze verloren tegen Liverpool FC. In 1986 won hij opnieuw de Coppa Italia en maakte dat jaar nog de overstap naar Sampdoria. Met deze club won hij de beker in 1988 en 1989. In 1989 bereikte de club de finale van de Europacup II, die ze verloren van FC Barcelona, een jaar later wonnen ze de finale wel, nu van RSC Anderlecht. In 1991 werd Sampdoria ook landskampioen en bereikte in 1992 de finale van de Europacup I, die ze ook nu van Barcelona verloren. 
In 1992 keerde hij terug naar Brazilië en ging voor São Paulo spelen en won er datzelfde jaar nog het Campeonato Paulista mee. Aan het einde van dat jaar speelde hij ook nog eens de intercontinentale beker tegen Barcelona, deze keer moest Barcelona het onderspit delven dankzij twee goals van Raí. In 1993 won São Paulo de Copa Libertadores en mocht zo opnieuw de intercontinentale beker spelen, deze keer was AC Milan de tegenstander. São Paulo won met 3-2 en Toninho scoorde de 2-1. 
Hij speelde ook negen jaar voor het nationale elftal en speelde op het WK 1978 en WK 1982. Hij zou ook op het WK 1986 spelen, maar had een hamstringblessure in mei van dat jaar waardoor hij niet kon aantreden. Op het WK 1982 scoorde de Italiaan Paolo Rossi een goal na een foute pass van hem waardoor Brazilië uit het toernooi lag, hij kreeg hier jarenlang kritiek voor.
Na zijn spelerscarrière werd hij trainer en begon in 1999 bij Vitória, dat hij meteen naar de halve finales om de landstitel leidde. 